# Carte ARM
Les cartes ARM sont des nano-ordinateurs basés sur des microprocesseurs d’architecture ARM.

## Listes cartes
- Raspberry Pi
- Cubieboard, Cubieboard 2
- OLinuXino
- Banana Pi
- Parallella